# ナポリ県

ナポリ県
Città metropolitana di Napoli

ナポリ県（ナポリけん、イタリア語: Città metropolitana di Napoli）は、イタリア共和国カンパニア州に属する県級行政区画。県都はイタリア第三の都市であるナポリ（ナーポリ）。古都ナポリをはじめ、ヴェスヴィオ火山やポンペイの遺跡、カプリ島、ソレント半島など、多くの観光地がある。
法制上の位置づけは、2015年1月1日に従来の県（Provincia）から大都市圏（Città metropolitana）に移行した。
イタリア語版ウィキペディア等では廃止された Provincia di Napoli と新設された Città metropolitana di Napoli が別項目になっているが、便宜上双方を「ナポリ県」として本項で扱う。

## 地理

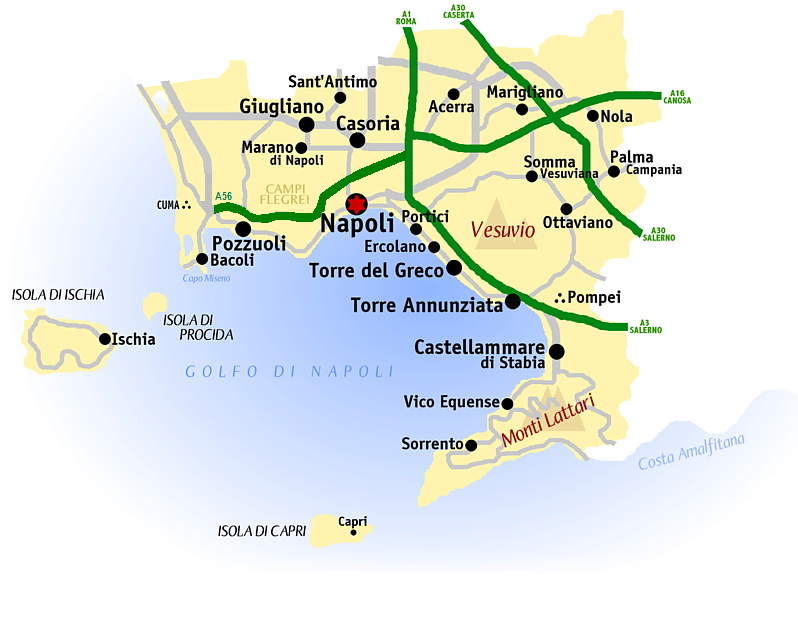
ナポリ県概略図

### 位置・広がり
ナポリ県は、カンパニア州中部のティレニア海沿岸に位置する。県都ナポリは県中部にナポリ湾に面して位置しており、カゼルタから南南西へ25km、サレルノから西北西へ46km、首都ローマから南東へ189kmの距離にある。

#### 隣接する県
| - カゼルタ県 - 北 - ベネヴェント県 - 北東 - アヴェッリーノ県 - 東 - サレルノ県 - 南東 |

### 地勢

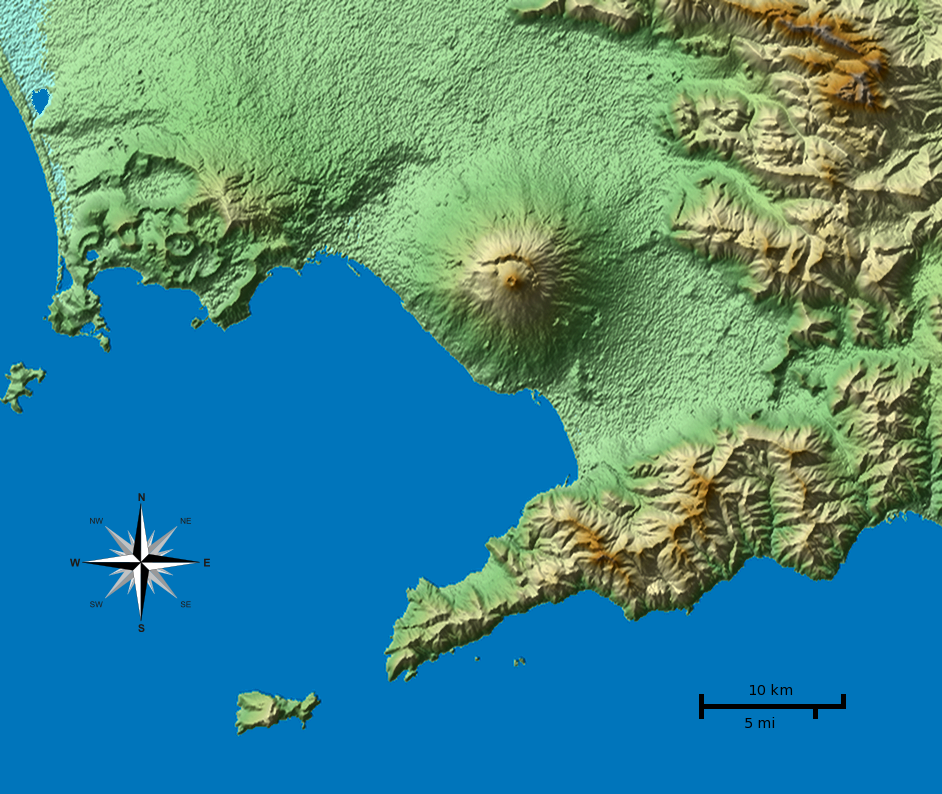
ナポリ湾・ヴェスヴィオ山周辺の地形

県域はナポリ湾を抱える形となっている。県南部にはティレニア海に向かってソレント半島が突き出しており、南はサレルノ湾に面する。サレルノ湾の突端の沖合にはカプリ島がある。ナポリ湾北部にはイスキア島やプローチダ島などがある。
県中部、ナポリの東にはヴェスヴィオ火山（1,281 m）がある。

### 主要な都市
2001年の国勢調査に基づく居住地区（Località abitata）別人口統計によれば、人口5万人以上の都市は以下の通り。
- ナポリ - 1,002,783人
- トッレ・デル・グレーコ - 90,607人
- ジュリアーノ・イン・カンパーニア - 74,243人
- カステッランマーレ・ディ・スタービア - 66,691人
- アフラゴーラ - 61,507人
- カゾーリア - 60,723人
- ポルティチ - 60,218人
- エルコラーノ - 56,673人
- サン・ジョルジョ・ア・クレマーノ - 50,575人

- ナポリ
- トッレ・デル・グレーコ
- カステッランマーレ・ディ・スタービア

## 行政区画

### コムーネ
ナポリ県には92のコムーネが属する。主要なコムーネ（人口5万人以上）は下表の通り。左端の数字はISTATコードを示す。人口は2015年1月1日現在。
右の地図中の番号は、コムーネのISTATコード下3桁を示す。下表に掲げた主要なコムーネのうち、地図中に名称を記さなかったものについては、番号を太字で示した。
| コード | 自治体名                             | 人口    |
| ------ | ------------------------------------ | ------- |
| 063049 | ナポリ                               | 978,399 |
| 063034 | ジュリアーノ・イン・カンパーニア     | 121,201 |
| 063084 | トッレ・デル・グレーコ               | 86,793  |
| 063060 | ポッツオーリ                         | 81,824  |
| 063023 | カゾーリア                           | 77,874  |
| 063024 | カステッランマーレ・ディ・スタービア | 66,681  |
| 063002 | アフラゴーラ                         | 65,290  |
| 063041 | マラーノ・ディ・ナーポリ             | 59,609  |
| 063001 | アチェッラ                           | 59,578  |
| 063059 | ポルティチ                           | 55,537  |
| 063064 | エルコラーノ                         | 53,972  |
| 063017 | カザルヌオーヴォ・ディ・ナーポリ     | 50,046  |

## スポーツ

### サッカー
県内に本拠を置くプロサッカークラブとしては以下がある。所属リーグは2016-17シーズン現在。
- SSCナポリ （ナポリ） - セリエA（1部リーグ）
- SSユーヴェ・スタビア （カステッランマーレ・ディ・スタービア） - レガ・プロ（3部リーグ）
- パガネーゼ・カルチョ （パガーニ） - レガ・プロ
- ソレント・カルチョ （ソレント） - エッチェッレンツァ（地域リーグ）